# Горнолыжный спорт на Олимпийских играх

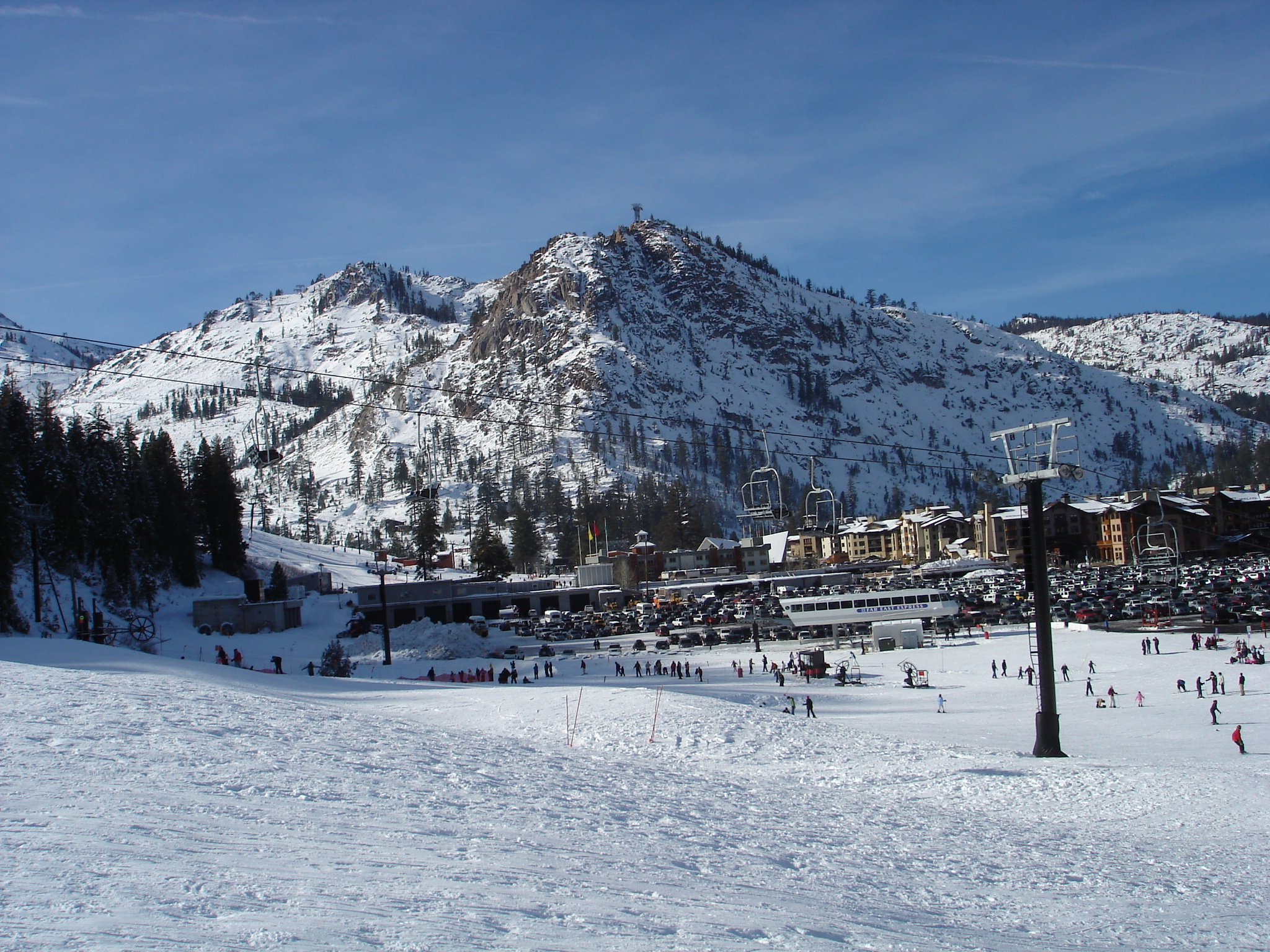
Американский Скво-Вэлли — первые олимпийские старты горнолыжников за пределами Европы (1960)

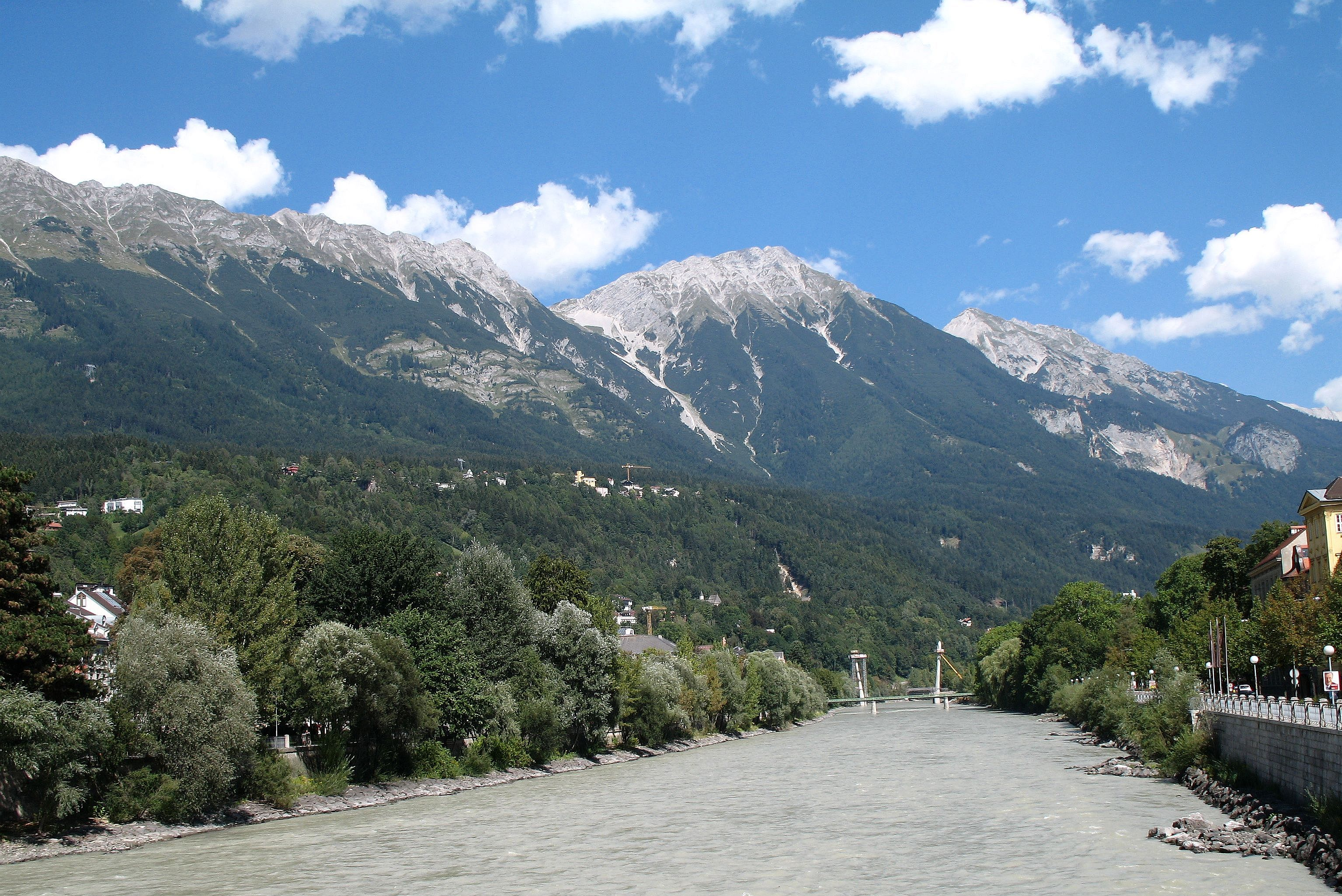
Инсбрук — единственный город, где дважды проходили олимпийские соревнования по горнолыжному спорту (1964 и 1976)

Горнолыжный спорт — это олимпийский вид спорта, соревнования по которому проходят в рамках зимних Олимпийских игр.

## История

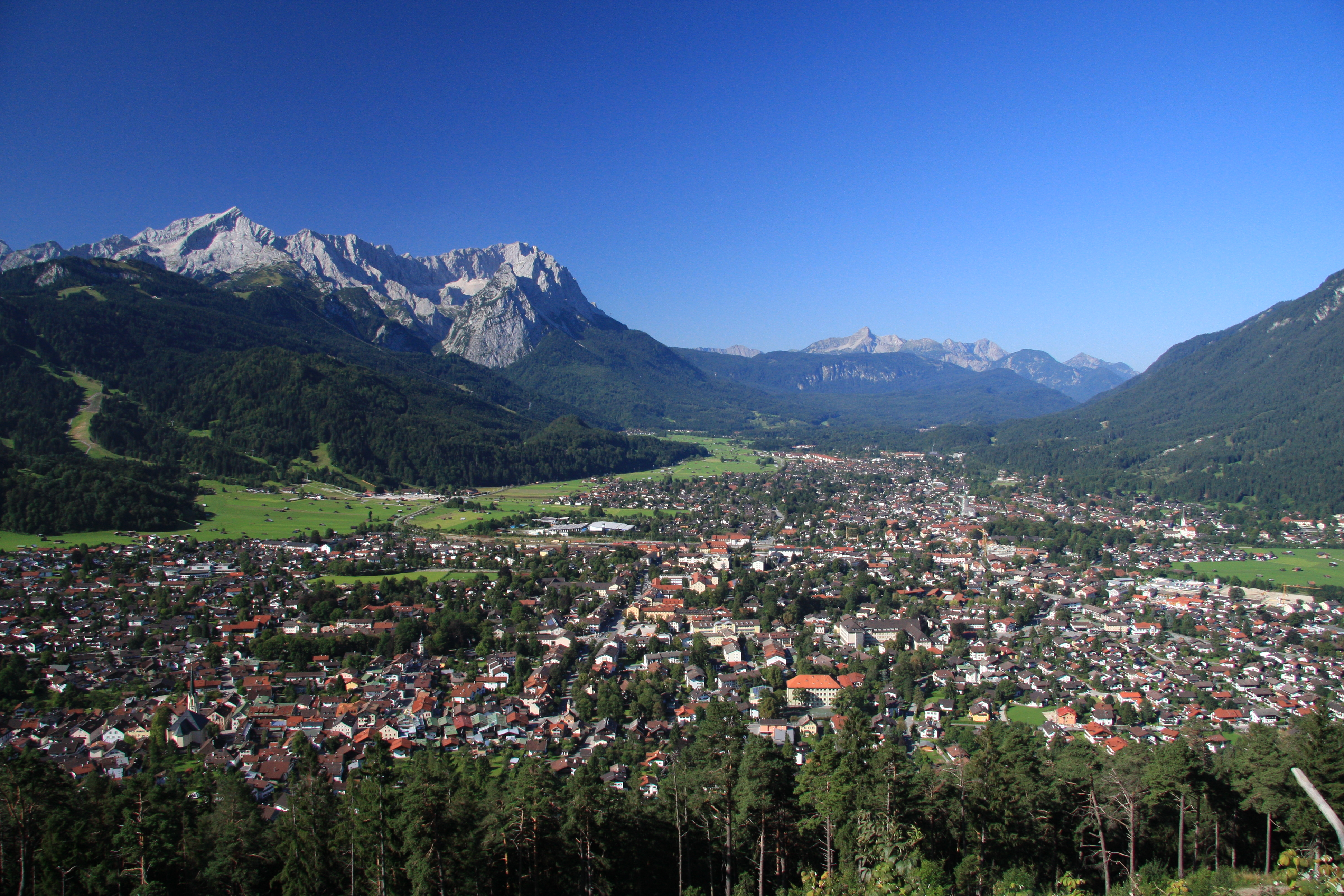
Гармиш-Партенкирхен — здесь в 1936 году были разыграны первые олимпийские награды в горнолыжном спорте

Впервые зимняя Олимпиада прошла в 1924 году во французском Шамони, но горнолыжный спорт впервые был включён в программу IV зимних Олимпийских игр в немецком Гармиш-Партенкирхене в 1936 году. Тогда мужчины и женщины соревновались в комбинации. Интересно, что горнолыжный спорт — один из немногих, в которых мужчины и женщины начали соревноваться на Олимпийских играх в один и тот же год. Для женщин это стало вообще первым лыжным видом спорта на Олимпиадах (до этого женщины соревновались только в фигурном катании). На зимней Олимпиаде-1936 соревновались только любители, поэтому профессиональные лыжные инструкторы не были допущены к стартам. В связи с этим большинство сильнейших горнолыжников Австрии и Швейцарии бойкотировали Олимпиаду, хотя некоторые австрийцы и выступили в составе команды Германии. Первыми чемпионами стали немцы Франц Пфнюр и Кристль Кранц.
Следующая зимняя Олимпиада прошла в 1948 году в швейцарском Санкт-Морице (в 1940 и 1944 Олимпиады не проводились из-за Второй мировой войны). В горнолыжной программе впервые были представлены скоростной спуск и слалом, прошли соревнования и в комбинации. После этой Олимпиады комбинация на 40 лет была исключена из горнолыжной программы и вновь появилась лишь на Олимпиаде-1988 в Калгари. В 1952 году на Играх в Осло впервые были проведены старты в гигантском слаломе.
Вплоть до 1988 года на протяжении 9 Олимпиад подряд горнолыжники соревновались только в 3 дисциплинах — скоростной спуск, слалом и гигантский слалом. В 1988 году, наряду с возвращением в олимпийскую программу комбинации, впервые были проведены и старты в супергиганте. В 2018 году в программу зимних Олимпийских игр были включены командные соревнования. Таким образом, с 2018 года олимпийская горнолыжная программа включает 6 видов, в которых соревнуются как мужчины, так и женщины и разыгрывается 11 комплектов наград.
Интересно, что с 1948 по 1980 годы олимпийские соревнования одновременно являлись также и чемпионатами мира, и спортсмены завоёвывали не только олимпийские награды, но и награды мировых первенств. Кроме того, в те годы, когда комбинация не входила в программу Олимпийских игр, награды чемпионатов мира в комбинации всё равно разыгрывались в рамках олимпийских турниров. Надо отметить, что чемпионаты мира проводились в 1948—1980 годах и отдельно от зимних Олимпиад во все чётные годы (в те годы, когда не было Олимпиад).

## Общая информация по медалям
Всего на зимних Олимпийских играх в горнолыжном спорте было вручено 494 награды: 165 золотых, 166 серебряных и 163 бронзовые. Больше медалей на зимних Олимпиадах было разыграно только в лыжных гонках и в конькобежном спорте. Представители 26 национальных олимпийских комитетов выигрывали олимпийские награды в горнолыжном спорте.
Самым титулованным горнолыжником в истории зимних Олимпиад является норвежец Хьетиль Андре Омодт, на счету которого восемь олимпийских наград — 4 золота, 2 серебра и 2 бронзы. Также 4 золота на счету хорватки Яницы Костелич, у которой есть ещё 2 серебра. Шесть медалей (1 золото, 1 серебро и 4 бронзы) также на счету Ани Персон и Боде Миллера (1 золото, 3 серебра и 2 бронзы). По пять олимпийских медалей выиграли шесть горнолыжников: Альберто Томба (3 золота и 2 серебра), Френи Шнайдер (3 золота, 1 серебро и 1 бронза), Катя Зайцингер (3 золота и 2 бронзы), Лассе Кьюс (1 золото, 3 серебра и 1 бронза), Хьетиль Янсруд (1 золото, 2 серебра, 2 бронзы), Венди Хольденер (1 золото, 2 серебра, 2 бронзы).
Интересно, что среди этих восьмерых нет ни одного представителя Австрии, хотя австрийцы лидируют с большим отрывом по числу олимпийских наград в сумме — 128 (40 золотых). 75 медалей на счету швейцарцев, на третьем месте французы — 51.
За всю историю Олимпийских игр было два случая, когда спортсмен выигрывал все проводившиеся дисциплины: в 1956 году в Кортине-д’Ампеццо все 3 золотых медали выиграл австриец Тони Зайлер, а в 1968 году в Гренобле его успех повторил француз Жан-Клод Килли.

## Общее количество медалей
После окончания Игр 2022 года в Пекине. Курсивом выделены НОК, больше не представленные на Олимпийских играх

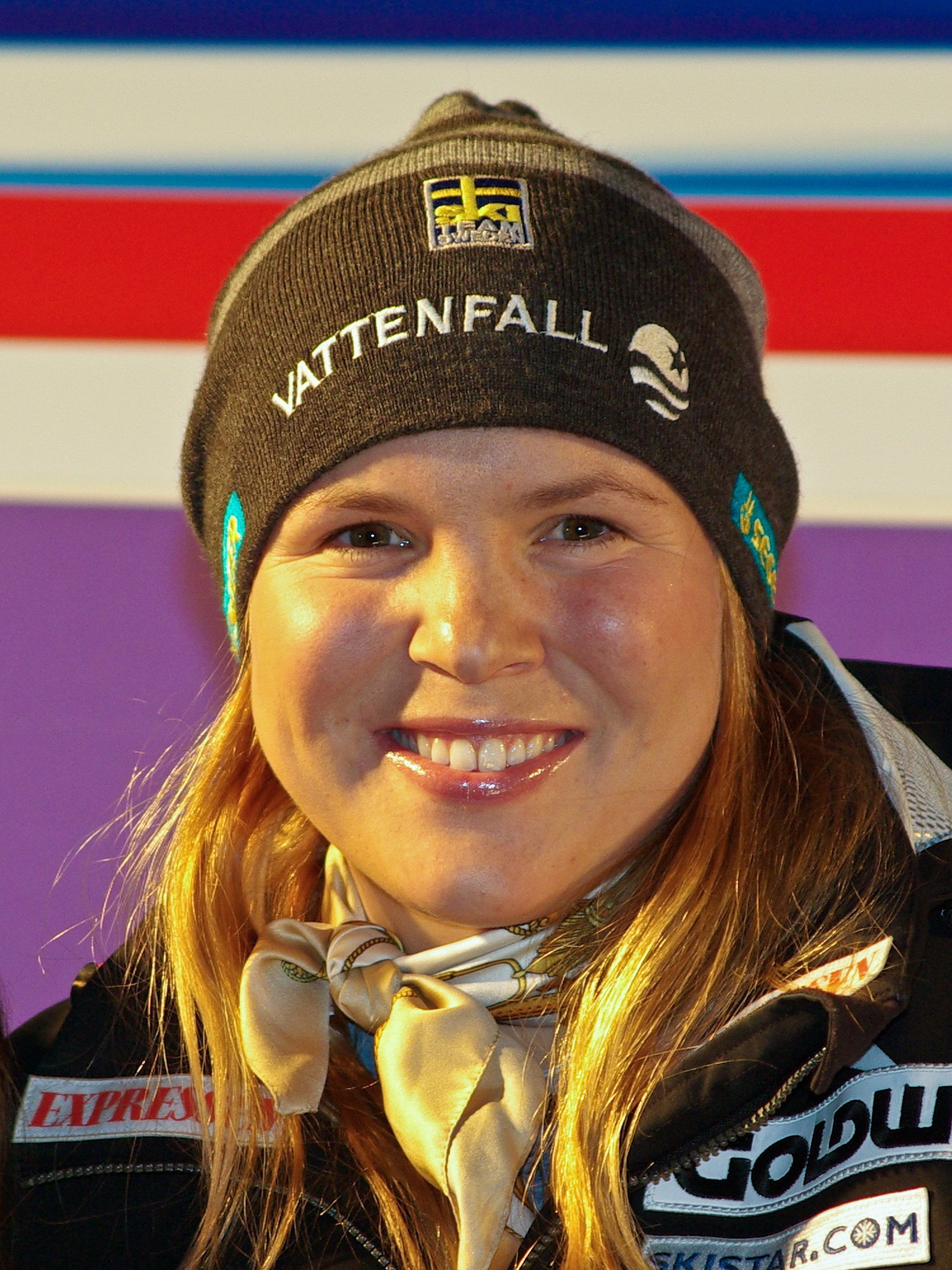
Шведка Аня Персон завоевала 6 олимпийских наград

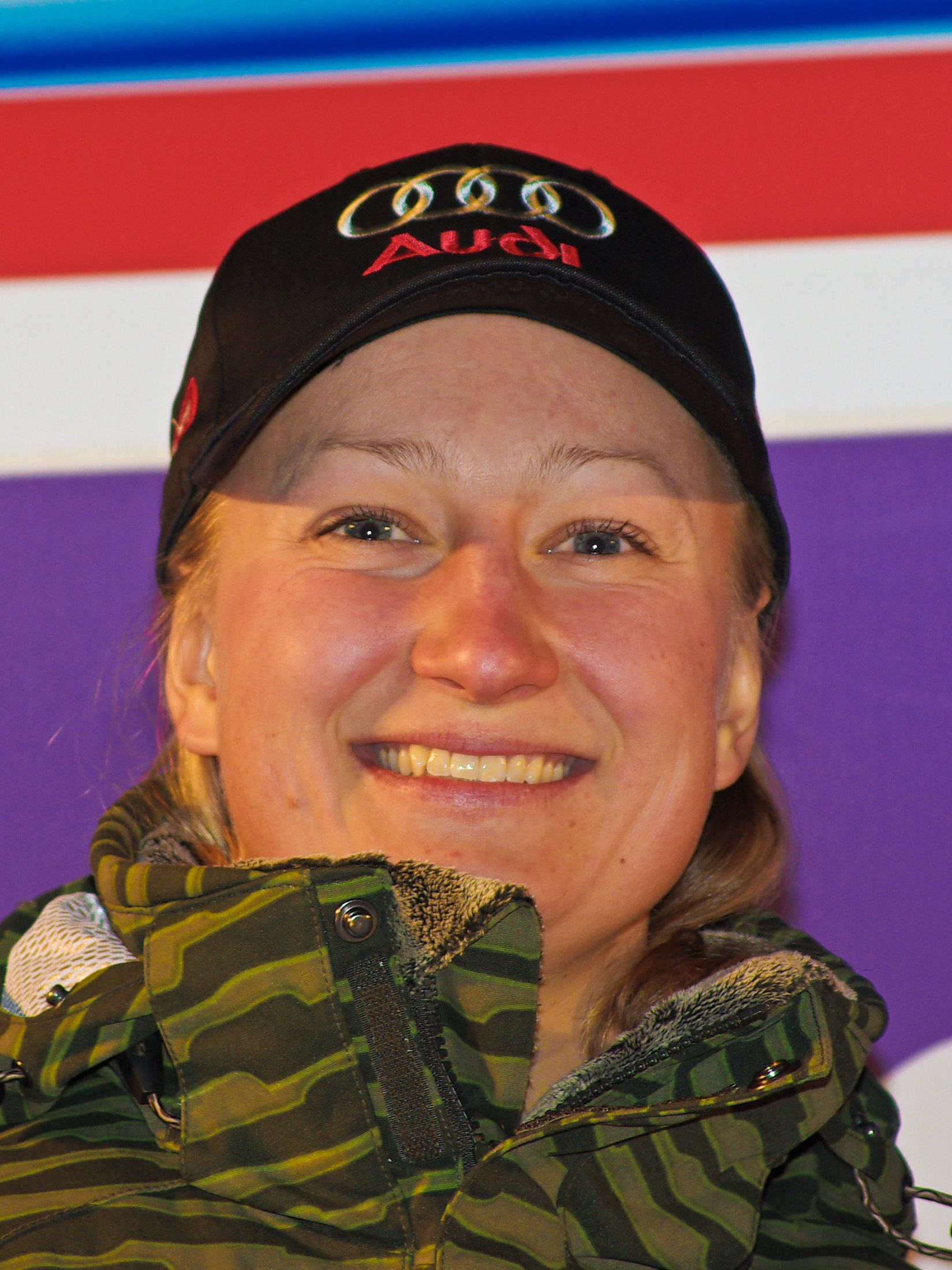
Таня Поутиайнен выиграла в 2006 году единственную награду Финляндии

| №              | Страна                          | Золото | Серебро | Бронза | Всего |
| -------------- | ------------------------------- | ------ | ------- | ------ | ----- |
| 1              | Австрия                         | 40     | 44      | 44     | 128   |
| 2              | Швейцария                       | 27     | 23      | 25     | 75    |
| 3              | США                             | 17     | 21      | 10     | 48    |
| 4              | Франция                         | 16     | 17      | 18     | 51    |
| 5              | Италия                          | 14     | 11      | 11     | 36    |
| 6              | Германия                        | 12     | 8       | 7      | 27    |
| 7              | Норвегия                        | 11     | 14      | 15     | 40    |
| 8              | Швеция                          | 8      | 2       | 9      | 19    |
| 9              | Хорватия                        | 4      | 6       | 0      | 10    |
| 10             | Канада                          | 4      | 1       | 7      | 12    |
| 11             | ФРГ                             | 3      | 5       | 1      | 9     |
| 12             | Лихтенштейн                     | 2      | 2       | 6      | 10    |
| 13             | Словения                        | 2      | 3       | 3      | 8     |
| 14             | Объединённая германская команда | 2      | 1       | 2      | 5     |
| 15             | Испания                         | 1      | 0       | 1      | 2     |
| 15             | Чехия                           | 1      | 0       | 1      | 2     |
| 17             | Словакия                        | 1      | 0       | 0      | 1     |
| 18             | Люксембург                      | 0      | 2       | 0      | 2     |
| 18             | Югославия                       | 0      | 2       | 0      | 2     |
| 20             | Россия                          | 0      | 1       | 0      | 1     |
| 20             | Япония                          | 0      | 1       | 0      | 1     |
| 20             | Финляндия                       | 0      | 1       | 0      | 1     |
| 20             | Новая Зеландия                  | 0      | 1       | 0      | 1     |
| 24             | Австралия                       | 0      | 0       | 1      | 1     |
| 24             | Чехословакия                    | 0      | 0       | 1      | 1     |
| 24             | СССР                            | 0      | 0       | 1      | 1     |
| Всего (26 НОК) | Всего (26 НОК)                  | 165    | 166     | 163    | 494   |

## Возрастные рекорды
| Достижение                      | Горнолыжник          | Возраст            | Дисциплина и год                |
| ------------------------------- | -------------------- | ------------------ | ------------------------------- |
| Самый юный призёр-мужчина       | Хенрик Кристофферсен | 19 лет и 235 дней  | бронза, слалом, 2014            |
| Самый юный чемпион              | Тони Зайлер          | 20 лет и 73 дня    | гигантский слалом, 1956         |
| Самый юный призёр-женщина       | Траудль Хехер        | 16 лет и 145 дней  | бронза, скоростной спуск, 1960  |
| Самая юная чемпионка            | Микела Фиджини       | 17 лет и 315 дней  | скоростной спуск, 1984          |
| Самый возрастной призёр-мужчина | Жоан Кларе           | 41 год и 30 дней   | серебро, скоростной спуск, 2022 |
| Самый возрастной чемпион        | Аксель Лунд Свиндаль | 35 лет и 51 день   | скоростной спуск, 2018          |
| Самый возрастной призёр-женщина | Линдси Вонн          | 33 года и 126 дней | бронза, скоростной спуск, 2018  |
| Самая возрастная чемпионка      | Михаэла Дорфмайстер  | 32 года и 332 дня  | супергигант, 2006               |